# La odisea de la especie
La odisea de la especie (en francés, L'Odyssée de l'espèce) es un documental francés de ficción de una hora y media de duración, dirigido por Jacques Malaterre y emitido por primera vez en televisión el 7 de enero de 2003 en France 3. Relata, mediante animación por computadora o actores caracterizados, el surgimiento de la humanidad a partir de los primeros homininos, hasta llegar al Homo sapiens.

## Asesoramiento científico
La odisea de la especie contó con el asesoramiento científico del paleontólogo Yves Coppens, codescubridor del fósil de Australopithecus conocido como Lucy (representada en el documental mediante animación por computadora). Para la versión española del documental, emitida por La Primera, fueron rodadas escenas suplementarias que incluían la intervención y el asesoramiento científico de Juan Luis Arsuaga.

## Comercialización
La odisea de la especie fue comercializado en tres formatos diferentes: DVD, Blu-ray y VHS:
- En formato DVD el documental se distribuyó en dos ediciones, una edición convencional de un solo disco y una edición especial de dos discos. La edición convencional sólo contenía el documental mismo (sin ningún bonus). La edición especial contenía, en el primer DVD, el documental original de una hora y media de duración, un making-of de media hora de duración y un diaporama de 35 fotografías. En el segundo DVD se encontraban tres documentales de 52 minutos de duración cada uno, todos ellos elaborados a partir del metraje original de una hora y media, con nuevas secuencias rodadas para la ocasión: Los prehomínidos, Los primeros hombres y Neandertal y Sapiens. Ese mismo segundo DVD incluía también una función interactiva para indicar la datación cronológica, permitiendo así situar la época descrita en cada momento de cada uno de los tres documentales. Además de la datación interactiva, incluía también nueve fichas para poder imprimir y once enlaces a sitios web especializados en la prehistoria. En España Divisa Home Video comercializó la versión en español.[1]

- En formato VHS la videocasete comercializada contenía el documental original de una hora y media y el making-of de media hora.

## Legado
El éxito de este documental, de un presupuesto de tres millones de euros (una suma excepcional en la historia de los documentales franceses), hizo que Jacques Malaterre continuase realizando documentales sobre la prehistoria humana. Para la televisión, después de La odisea de la especie en 2003, realizó en 2006 Homo sapiens, que trata sobre todo de la historia de la especie humana anatómicamente moderna (Homo sapiens). En 2007 realizó Le Sacre de l'homme (literalmente La consagración del hombre, aunque en España fue titulado El amanecer del hombre), un documental sobre el neolítico y la aparición de las prácticas de la agricultura, la ganadería y las primeras civilizaciones.
Además de esos tres documentales realizados para la televisión, Malaterre también dirigió en 2010 un documental destinado a ser proyectado en salas de cine: Ao, le dernier Néandertal (literalmente, Ao, el último neandertal), inspirado en el libro de Marc Klapczynski Ao, el último cavernario.

## Otros documentales sobre los homínidos
Pocos meses después de que L'Odyssée de l'espèce fuese emitido por primera vez en la televisión francesa, la televisión británica emitió una producción propia, de la BBC, Walking with Cavemen, que abordaba el mismo tema. Pero los dos documentales no se influyeron mutuamente pues fueron rodados y emitidos en sus respectivas televisiones casi simultáneamente.